# Abakainon

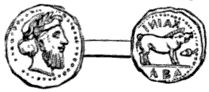
Obrazy mincí z Abakaina

Abakainon (starořecky Ἀβάκαινον, latinsky Abacaenum) bylo starověké město na Sicílii. Leželo poblíž dnešní obce Tripi mezi Tyndarem (dnešní Tindari) a Mylaem (dnešní Milazzo), zhruba 6,5 kilometrů od severního pobřeží ostrova a zhruba 13 kilometrů od Tyndaru. Bylo významné především v době syrakuských vládců Dionysia Staršího, Agathokla a Hiera II., tedy v čtvrtém a třetím století před naším letopočtem.